# Grotte d'Enlène
La grotte d'Enlène, ou caverne d'Enlène, est une grotte du Magdalénien (Paléolithique supérieur), située à Montesquieu-Avantès, en Ariège, dans la région Occitanie, en France.
La grotte d'Enlène est une des plus riches grottes des Pyrénées ariégeoises en mobilier magdalénien, avec quelques objets sculptés de facture remarquable (propulseur aux bouquetins, sauterelle et oiseau sur os gravé, etc.). Elle est exceptionnelle par la quantité de ses plaquettes gravées. Elle est aussi un site de référence pour le Gravettien.
Elle fait partie du réseau karstique des grottes du Volp, monument naturel et site classé (2013) qui inclut la grotte des Trois-Frères et son iconique « chamane dansant », et la grotte du Tuc d'Audoubert avec son célèbre groupe statuaire des bisons en argile. Enlène est la plus anciennement connue des trois.
Les grottes du Volp font partie de l'ensemble des grottes ornées de la chaîne pyrénéo-cantabrique et sont fermées au public.

## Localisation
Les trois principales grottes du Volp sont dans le nord de l'Ariège à quelque 6 km à vol d'oiseau du département de Haute-Garonne au nord, sur la commune de Montesquieu-Avantès, à 1,5 km à vol d'oiseau au nord-est du bourg,.
La grotte d'Enlène ou caverne d'Enlène est la première depuis l'est, à environ 80 m au nord-ouest de la perte du Volp et à 469 m d'altitude.
L'entrée de la grotte des Trois-Frères, indiquée sur les cartes IGN, se trouve à approximativement 70 m à l'ouest de celle d'Enlène. 

La grotte du Tuc d'Audoubert participe du même réseau hydrographique qu'Enlène et les Trois-Frères : son entrée est à environ 800 m à l'ouest de l'entrée de la grotte des Trois-Frères, au sud du hameau d'Audoubert dont elle tire son nom.

## Étymologie
La grotte prend son nom du hameau voisin au sud, Enlenne, orthographié Henlene sur la carte de Cassini (XVIIIe s.).

## Topographie
La grotte d'Enlène est longue d'environ 450 m. Elle se développe de façon générale vers le sud-ouest, plus ou moins parallèlement à la grotte des Trois-Frères ; loin de leurs entrées respectives, ces deux grottes sont reliées entre elles par une étroite galerie d'environ 65 m de long,.
Enlène a deux porches d'entrée superposés, qui se rejoignent sous terre pour déboucher sur un couloir long d'environ 200 m. Elle est divisée en trois sections principales :
- La zone des entrées, dont le diverticule gauche et le porche supérieur[5],[7] ;
- la galerie principale (zone de cheminement)[5],[7] ;
- la zone du fond, dont :
  - la salle des Morts (sépultures de l'âge du bronze),
  - la salle du Fond[5],[7] : elle contient l'habitat le plus ancien, daté entre 12 900 ans BP ± 140 ans et 13 400 ans BP ± 120 ans[3].

Une branche d'Enlène s'ouvre sur la gauche à une centaine de mètres de l'entrée et s'oriente plein est en direction de la perte du Volp.

## Géologie
Les trois grottes participent d'un réseau karstique creusé par le Volp dans un petit massif calcaire au nord de Montesquieu, à la jonction de deux grands blocs de substrats différents ; pendant l'orogenèse pyrénéenne de l'Éocène (entre environ 56 à 34 Ma), la zone a été sujette à de fortes pressions qui ont engendré de très nombreuses failles géologiques. Pour plus de détails, voir l'article « Grottes du Volp », section « Géologie »

## Histoire récente
La grotte est connue de longue date dans la région. En 1882, elle appartient à Mr Moulis de Méritens et a déjà été fouillée par Pierre Dardenne (1805) qui en donne la première description, l'abbé Jean-Jacques Pouech, M. Filhol, l'abbé Cabibel qui donne une partie de ses trouvailles au musée départemental de l'Ariège à Foix, etc. Dom David Cau-Durban la visite pour la première fois le 6 février 1884 en compagnie de M. Baron. Elle est notée comme grotte sépulcrale en 1884 et 1893.
Aux vacances de Pâques 1912, Henri Begouën et ses trois fils explorent Enlène et découvrent fortuitement un beau propulseur figurant un quadrupède. Après cette trouvaille, le même Méritens, ne pouvant croire qu'un trésor puisse être autre chose que monétaire, interdit l'entrée de sa grotte à tout le monde y compris au comte et maire Henri Begouën, lui adressant un courrier le 23 juillet suivant pour lui demander de faire cesser leurs explorations de peur de « dévaluer sa propriété ».
De nombreuses fouilles sont effectuées dans l'entre-deux guerres mais leurs méthodes manquent souvent de rigueur et détériorent le contexte archéologique. En 1937 Louis Bégouën cesse ses fouilles, estimant que ses méthodes ne sont pas assez modernes.
En 1970, Robert Bégouën effectue un tamisage d'une petite partie des rejets des fouilles précédentes dans la salle du Fond d'Enlène ; les résultats sont tels que conjointement avec Jean Clottes il décide d'entreprendre une grande campagne de fouilles. Les travaux commencent en 1976, avec entre autres assistants Jean-Pierre Giraud et François Rouzeau,.

## Périodes d'occupation

### Gravettien
L'industrie lithique d'Enlène en fait un site de référence pour le Gravettien avec Gargas, Isturitz et la Tuto de Camalhot,.

### Magdalénien
Enlène est une grotte-habitat, principalement du Magdalénien IV. L'habitat le plus ancien, dans la salle du Fond, a été daté à 12 900 ans BP ± 140 et 13 400 ans BP ± 120. Les études de la faune (Delpech 1981, Lalande 1986), et l'analyse paléopalynologique par Arlette Leroi-Gourhan, pionnière de cette discipline, indiquent une fréquentation
durant l'oscillation de Bølling avec un climat moins rigoureux mais plus humide qu'au Dryas I qui le précède (début du Tardiglaciaire).
Toutefois, l'habitat à Enlène n'est pas permanent mais saisonnier : la grotte est occupée au printemps et en été. Fontana (1999) étudie la possibilité de migrations saisonnières entre la Montagne Noire (Aude) l'hiver et les grottes des pré-Alpes l'été, citant Enlène et la grotte de Canecaude dont les occupations respectives étaient à peu près contemporaines.

### Âge du bronze
L'abbé Cabibel (fin XIXe siècle) a trouvé dans la salle des Morts des sépultures de l'âge du bronze enterrées « dans d'excellentes conditions de salubrité […] la roche calcaire, est couvert(e) d'une couche épaisse de terreau sec, pulvérulent ». Il dit que ce sol contient de nombreux squelettes et que certains ont déjà été exhumés, dont les os sont répandus sur le sol ; lui-même en exhume seulement deux. Selon lui, les corps ont été étendus avec les bras allongés le long des cuisses. Certains des individus sont jeunes, d'autres des adultes. 

Cabibel a aussi trouvé quelques petits morceaux de bronze et une partie de bandeau en bronze repoussé, sans qu'il précise où dans la grotte ils se trouvaient ; Cau-Durban pense qu'ils étaient probablement dans la salle des Morts, où lui-même a trouvé des tessons de poterie assez fine de la même époque.
Cau-Durban a aussi trouvé, « dans la salle centrale et dans la cavité basse et humide qui s'étend à droite de rentrée », d'autres tessons en pâte rouge micacée avec de petits grains de quartz.

## Archéologie
Elle se distingue par un habitat principal placé inhabituellement en zone profonde, et par un mobilier d'une richesse exceptionnelle notamment par ses très nombreuses plaquettes dont beaucoup sont gravées.

### L'habitat

#### Deux foyers près de l'entrée
En 1884, David Cau-Durban trouve un premier foyer « de l'âge du renne » près de l'entrée de la grotte. Il le fouille à 30 cm de profondeur sur 1 m2 de surface. Protégé jusqu'à sa découverte par une fine couche de concrétions, le foyer est accompagné d'une petite quantité d'outils lithiques et en os, notamment « une aiguille en ivoire avec chas d'un poli brillant et d'une finesse d'exécution admirable » ; son très petit chas ne pouvait recevoir que des fibres de tendons de renne, qui restent solides même lorsqu'elles sont finement effilées. Dans cette petite zone se trouvent aussi quelques silex gris et rose taillés en pointe de flèche et en racloir ; un petit poinçon en os ; et des dents de renne, de cheval et deux canines d'ours (Ursus speleus), appartenant à des sujets d'âge différent et mélangés aux cendres et à des débris d'ossements calcinés.
Dans la même année Cau-Durban trouve un autre foyer « près du talus qui conduit de l'issue du grand couloir aux galeries supérieures », déjà entamé par de précédentes fouilles. Il a été utilisé assez longtemps pour atteindre 1,10 m d'épaisseur. Les cendres et os brisés partiellement brûlés y sont mélangés à des os de bœuf et de grand cerf [Megaloceros giganteus ?], des cornes de bouquetin et de renne. Parmi son mobilier se trouve un disque de 3 cm de diamètre en os percé au centre d'un très petit trou. M. Hardy a découvert à Laugerie-Basse (Dordogne) un disque similaire, reproduit sur une planche du musée préhistorique (PI. XXIII. Fig. 158) ; Cau-Durban dit que ces pièces sont des disques de trépanation (?). Il note que celle qu'il a trouvée est trop fragile pour servir de bouton, et s'étend sur son rôle possible d'amulette,.
Pour finir, il indique qu'il n'a trouvé aucun vestige d'occupation néolithique.

#### L'habitat principal en zone profonde
La partie la plus habitée de la grotte est loin de l'entrée, dans une zone profonde - ce qui est exceptionnel au Magdalénien. 

L'utilisation des fonds (obscurs) des cavités est variable selon les époques, mais au Paléolithique les grottes sont habitées sous les porches ou dans les parties proches de l'entrée de façon à bénéficier de la lumière du jour. Seuls les moustériens ont utilisé les fonds de grottes pour des activités matérielles ; pourtant il ne s'agit pas d'un moyen de lutte contre le froid puisqu'ils le font même pendant les périodes de climat tempéré. Ainsi les parties profondes de la Grande grotte à Arcy-sur-Cure (Yonne) sont occupées (et magnifiquement ornées) avant −28 000 ans. 

Au Paléolithique supérieur, les fonds de grottes ont été utilisés uniquement pour des activités de symbolisation (Grande grotte, grotte du Cheval).

#### Des plaquettes multi-usages et autres porte-lumière
S. de Beaune, qui a étudié les luminaires préhistoriques en détail, a retenu pour Enlène au moins deux plaquettes planes (no 11 et no 12,) et deux plaques de plancher stalagmitique (nos 8 et 9, à plan oblique) ayant servi de porte-lumière (usage de plaques comme porte-lumière attesté dans de nombreux sites préhistoriques) ; mais cet usage n'est pas aussi répandu dans la grotte que ne le pensaient les premiers fouilleurs : les traces charbonneuses visibles sur de très nombreuses plaquettes, notamment le passage entre Enlène et les Trois-Frères, sont simplement dues à ce que des feux ont été allumés sur elles, et les traces laissées dans ce cas ne sont pas localisées sur une partie précise de la pierre. La plaquette no 9, trouvée à quelques centaines de mètres de l'entrée, est en grès fissile schisteux
Une autre plaquette (no 1) a eu double usage : elle a servi à la fois de porte-lumière et de "godet à ocre" (ou mélangeur). Les Trois-Frères a elle aussi livré deux plaquettes (no 2 et 14) à double usage similaire.
Un fragment de calcaire porteur d'une petite cuvette naturelle de forme irrégulière (no 2) se trouvait à l'entrée de la salle du Fond ; des traces nettes de combustion montrent qu'il a servi de porte-lumière, probablement en circuit ouvert (avec déversement de la matière graisseuse fondue). De même un gros fragment de calcaire (no 7) de forme ovoïde dans la salle des Morts.
Les plaquettes à plan concave ou oblique nos 8 et 9) et les plaquettes planes nos 11 et 12) datent du Magdalénien IV. De façon générale, les plaquettes porte-lumière d'Enlène datent du Magdalénien moyen.
La grotte a aussi fourni un porte-lumière (no 3) à margelle surbaissée naturelle. Les nos 2, et 10 ont une protubérance naturelle sur la base de leur revers, qui amènent un « basculement » de l'objet et qui permet de le ficher en terre et de le tenir plus aisément. Les nos 6 et 7 sont munis chacun d'un petit appendice saillant naturel servant de manche

### Un riche mobilier
Dès les premières fouilles de cet habitat en grotte profonde, l'art mobilier s'est révélé très important

#### Plaquettes gravées
Elle a livré de très nombreuses plaquettes gravées (302 plaquettes en 1982). Certaines sont faites en grès, qui provient d'un lieu à 200 m de là : il n'y a pas de gisement de grès dans les grottes.
La plaquette du « couple d'Enlène »

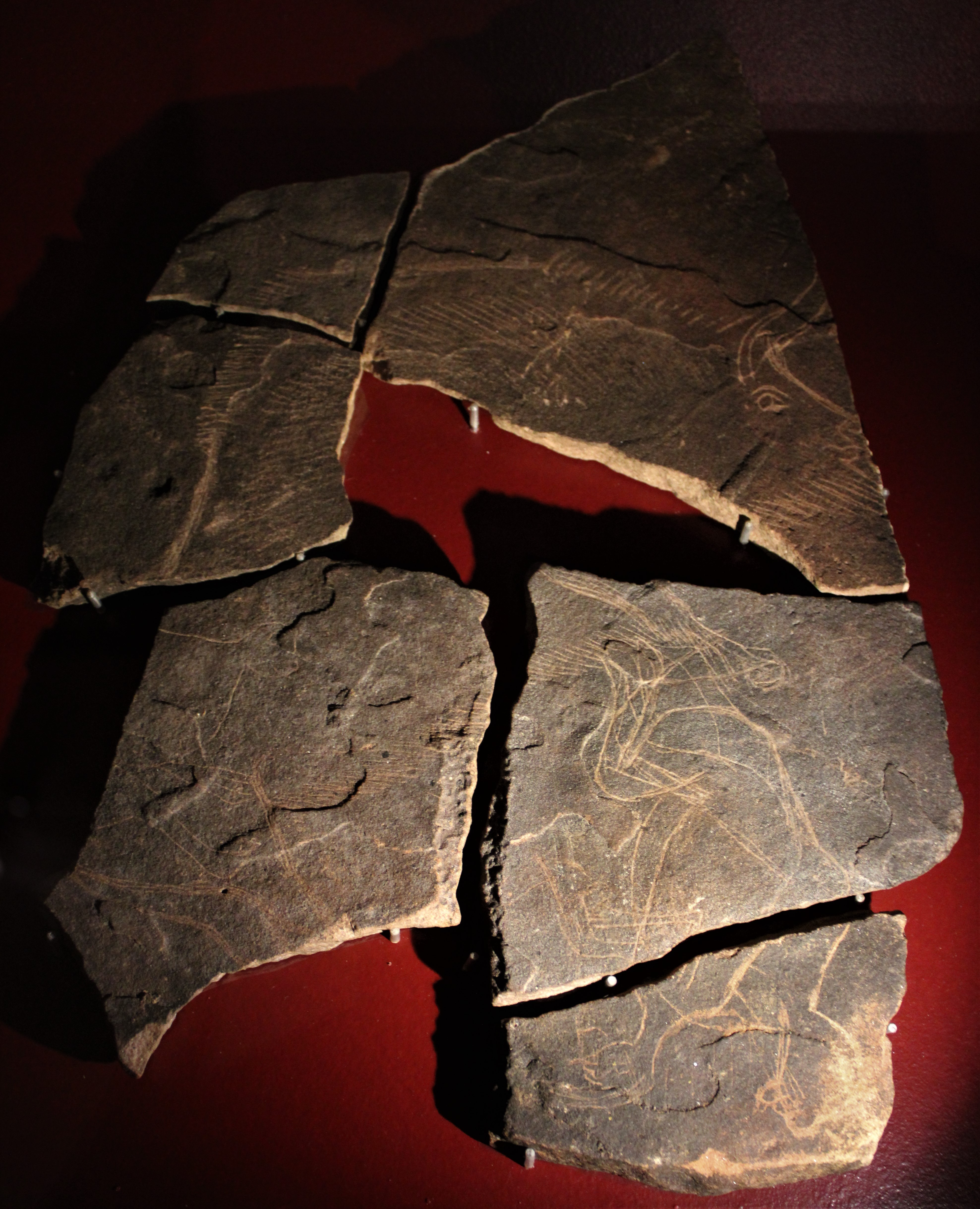
Remontage des fragments de la grande plaquette en grès d'Enlène. Musée de l'Homme.

L'une des plaquettes gravées est remarquable par plusieurs aspects, à commencer par son histoire : Louis Bégouën en trouve un premier morceau dans la Salle du Fond dans les années 1930 ; à la reprise des fouilles en 1980 deux autres morceaux en sont retrouvés dans la même salle, dans les débris laissés par les fouilles précédentes, à 1,5 m l'un de l'autre et à environ 170 m de l'entrée actuelle. Cette plaquette est l'une de celles en grès fissile, donc en matériau exogène à la grotte. Un de ses bords a été martelé sur 6 cm de longueur, ce qui à ce jour reste une énigme. L'une de ses caractéristiques les plus notables est la rubérisation qu'elle a subie : elle n'est pas la seule à être passée par le feu mais elle est celle sur laquelle l'effet de contraste subséquent est le plus marqué. On ne sait pas si ce traitement est intentionnel ou non ; il en résulte une gravure faite de lignes claires sur un fond rouge brun sombre très nettement contrasté, ce qui rend l'imagerie très visible - mais pas pour autant lisible.
Car les figures gravées, si enchevêtrées sur cette plaquette, ouvrent dès le début un long débat sur leur interprétation. Louis Bégouën (1939) n'a en main que le premier morceau trouvé ; il y voit, superposés à un avant-train de bison, deux corps humains vus de profil et tournés vers la droite. L'un, ventru, serait celui d'une femme sans tête (le cou se trouve contre un des bords de la plaquette) ; derrière elle à gauche, le corps mince d'un homme dont la taille est traversée de deux traits que le chanoine J. Boussonye, suivi par L. Bégouën (1939), interprète comme un étui pénien. L. Bégouën indique aussi qu'une patte de bison a été réalisée avant les deux corps, et Boussonye suggère que les deux figures ont été réalisées en même temps et non l'une après l'autre avec un intervalle de temps entre les deux. Parmi la multitude de lignes enchevêtrées, il est difficile de définir quels traits représentent exactement quelles parties de quels corps. Sur le corps mince, des traits au-dessus du coude d'un bras sont interprétés par L. Bégouën comme de possibles anneaux, et réanalysés en 1976 par L. Payles comme la simple prolongation du contour du bras.
En 1947 E. Saccasyn della Santa titre la plaquette « le couple des Trois-Frères » et y voit une scène d'accouplement humain et une patte de bison. L'abbé Breuil en 1958 y voit une seule figure et la patte de bison, dont il dit avoir été réalisés en même temps ; il est suivi sur le point d'une figure unique par André Leroi-Gourhan (1965), P. Graziosi et Jean Clottes (1976), et P. Ucko et A. Rosenfeld (1972). D'un autre côté, L.-R. Rougier et L. Robert (1974) ne mentionnent pas la plaquette dans leur livre sur l'accouplement dans l'art préhistorique, où ils écrivent qu'aucune scène d'accouplement humain n'existe dans l'art du Paléolithique supérieur européen. L. Pales et Tassin de Saint-Péreuse (1976) s'alignent sur Boussonye pour la présence de deux corps, un masculin, l'autre féminin ; mais ne s'avancent pas à préciser à quels corps appartiennent les bras. Ils déterminent que la patte de bison a été réalisée avant les deux corps,, puis sont venus les bras. D'autres détails sont précisés dans cette étude par Pales et Saint-Péreuse, entre autres qu'il n'est plus question d'étui pénien mais de ceinture ; par contre ils la disent réalisée avant le corps, mais une étude ultérieure (Bégouën et al. 1982) trouve que le corps a été réalisé avant cette ceinture. La même étude de 1982, qui a lieu après la réunion des 3 morceaux retrouvés, conclut que le martèlement du bord de plaquette est antérieur à la gravure. La tête de la femme se trouve sur l'un des morceaux (« B » dans Pales & Saint-Péreuse 1982) trouvés en 1980, mais on ne sait toujours pas si la fracture de la plaquette, qui a "décapité" ce sujet, était intentionnelle ou non ; une autre grande plaquette de la Salle du Fond présente elle aussi un sujet humain "décapité" par la cassure de la plaquette. Par contre ce fragment montre les cheveux de la femme, et leur inclinaison nous apprend que les personnages ne sont pas debout comme on les positionnait jusqu'alors, mais se tiennent à quatre pattes sur les mains et genoux (position dite de la levrette). Sur l'autre morceau (« C » dans Pales & Saint-Péreuse 1982) trouvé en 1980 se trouve un troisième personnage, lui aussi tourné vers la droite, de facture nettement simplifiée comparée aux deux premiers sujets : aucun de ses traits n'est doublé. Par ailleurs ce fragment C invalide l'hypothèse du personnage unique (Breuil, etc.) : la première plaquette représente bien deux personnages. Mais il vient soutenir la proposition de Pales selon laquelle l'impression de confusion est délibérée.
Le passage au feu pose aussi question : intentionnel ou non ? Tout en soulignant l'incertitude sur ce point, Pales et Saint-Péreuse penchent pour un processus "accidentel"/circonstanciel dû au réemploi d'une plaquette ayant préalablement servi de sole de foyer ou de pavage.

#### Autre mobilier notable
Os gravé d'une sauterelle et d'oiseaux

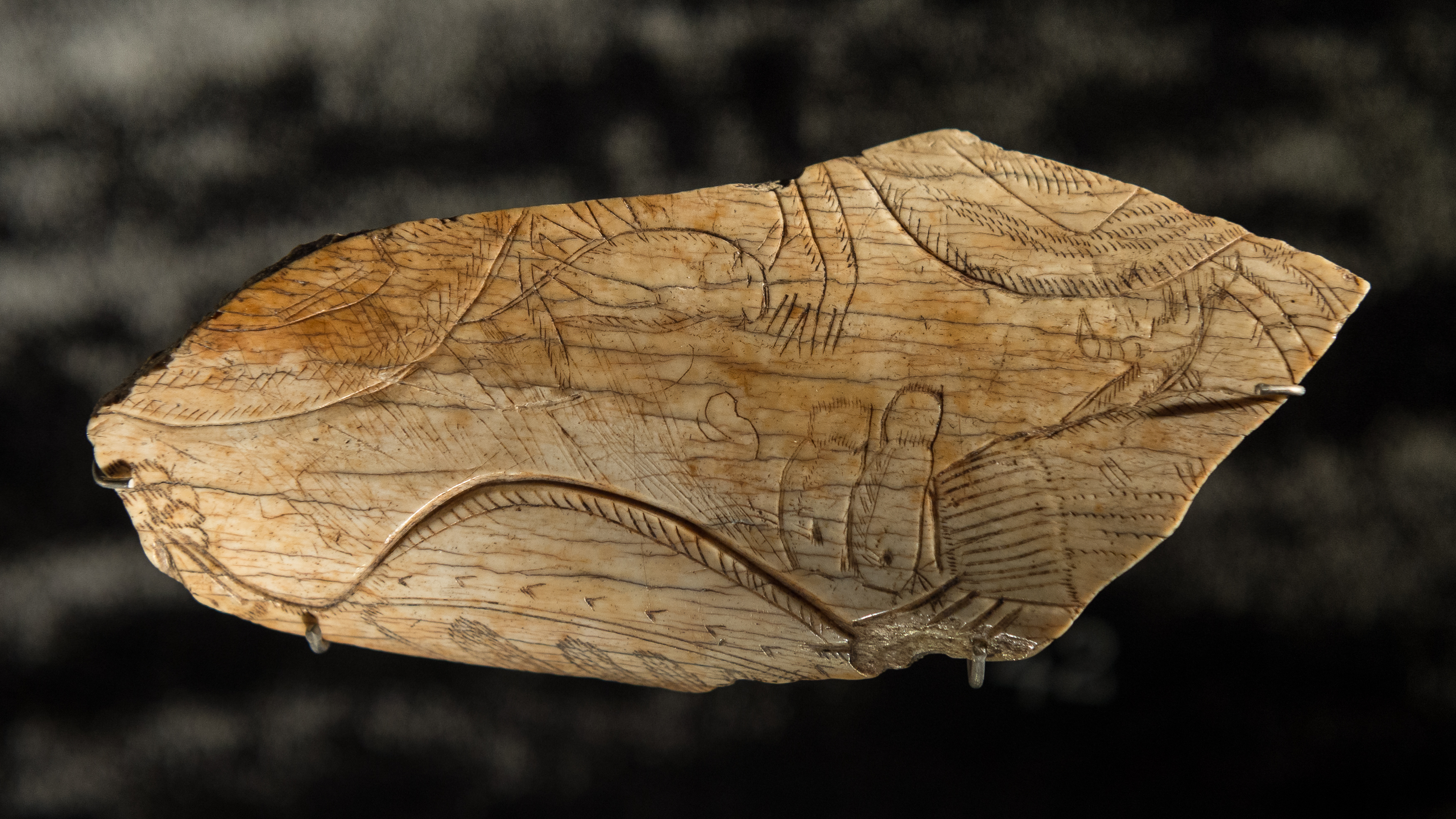
Os gravé représentant une sauterelle. Musée de l'Homme.

Un fragment d'os gravé porte une gravure très précise d'une sauterelle cavernicole (genre Troglophilus), réalisée avec une grande attention aux détails. Selon Villemant et al. (1996), c'est la première représentation connue d'un insecte. Outre l'intérêt artistique et purement historique, cette sauterelle indique sa présence dans les Pyrénées pendant la période glaciaire occurrant au Magdalénien, à une époque où on la pensait disparue. Les représentations d'insectes sont rares dans l'art pariétal, par manque d'intérêt et/ou par rareté des insectes à cause du froid.
Attribuée aux Trois-Frères à sa découverte (avant l'établissement d'une topologie précise de la grotte et une connaissance plus complète des mobiliers respectifs des deux grottes), cette pièce a finalement été attribuée à la grotte d'Enlène, ayant été trouvée « près de l'entrée du couloir qui mène de la grotte d'Enlène à celle des Trois-Frères ».
Rondelles
Les rondelles du Magdalénien moyen sont nombreuses, avec quatre spécimens entiers et 80 fragments. 80 % d'entre elles se trouvaient dans la salle du Fond,.
Signe pariétal tectiforme ?
Un signe isolé sur une paroi de la grotte présente une certaine analogie avec les signes dits « tectiformes » (en forme de toit). Définis au sens strict, ces tectiformes se trouvent dans seulement quatre grottes aux alentours proches des Eyzies-de-Tayac (210 km à vol d'oiseau au nord, en Dordogne) : les Combarelles, Font-de-Gaume, Bernifal et Rouffignac. Si on assouplit les critères de définition, d'autres grottes - dont Enlène - présentent des signes pleins isolés plus ou moins assimilés. André Leroi-Gourhan est partisan de la définition stricte : « …[les signes à Enlène et autres grottes] ont souvent été qualifiés de "tectiformes, terme hautement qualificatif qu'il vaudrait mieux réserver aux vrais tectiformes du groupe des Eyzies… ».
Le propulseur aux bouquetins

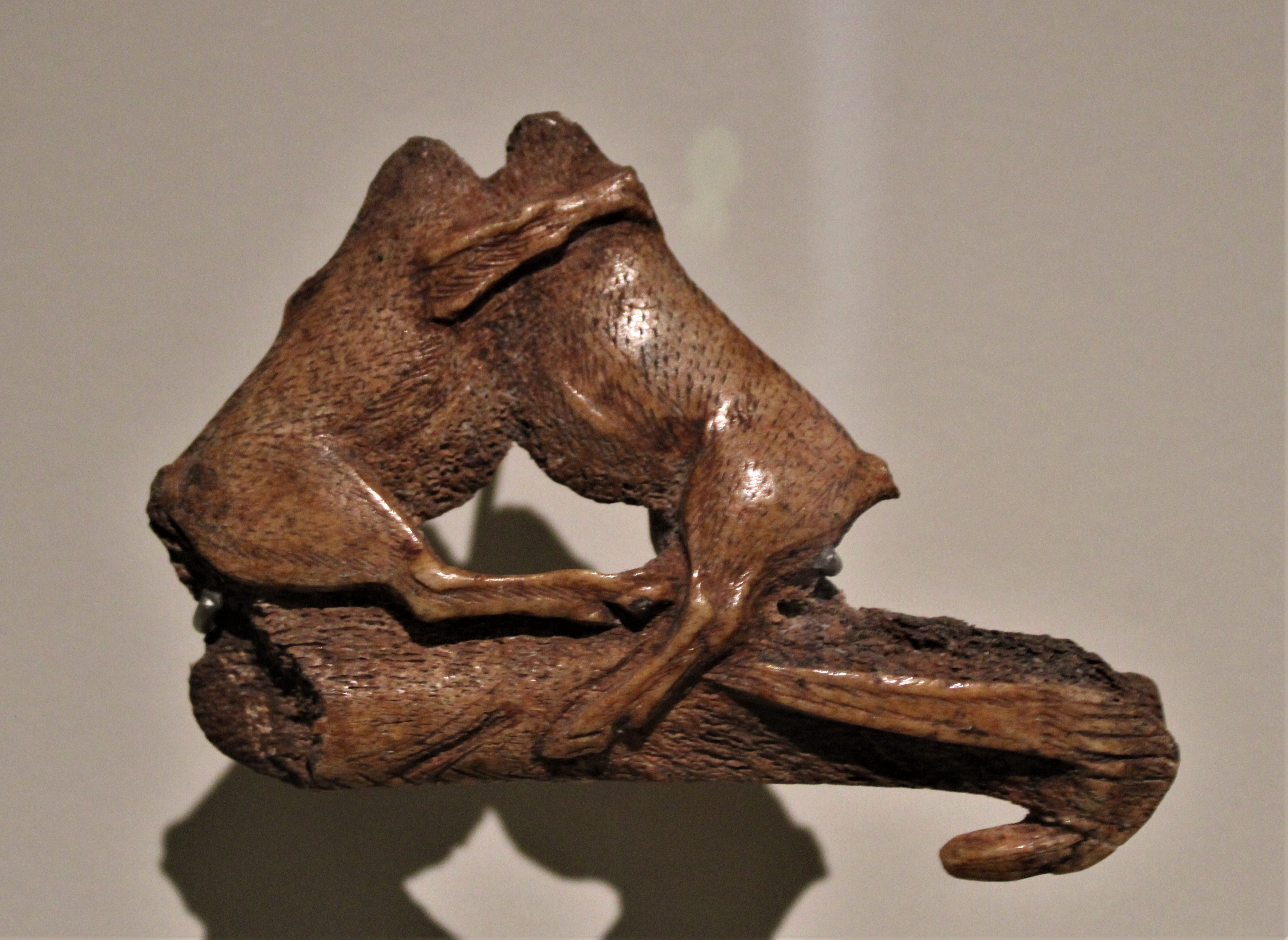
Propulseur aux bouquetins, bois de renne. Musée de l'Homme.

Les très belles proportions et la finesse d'exécution de la sculpture de ce propulseur en bois de renne en ont fait sa célébrité.
Propulseurs et échanges

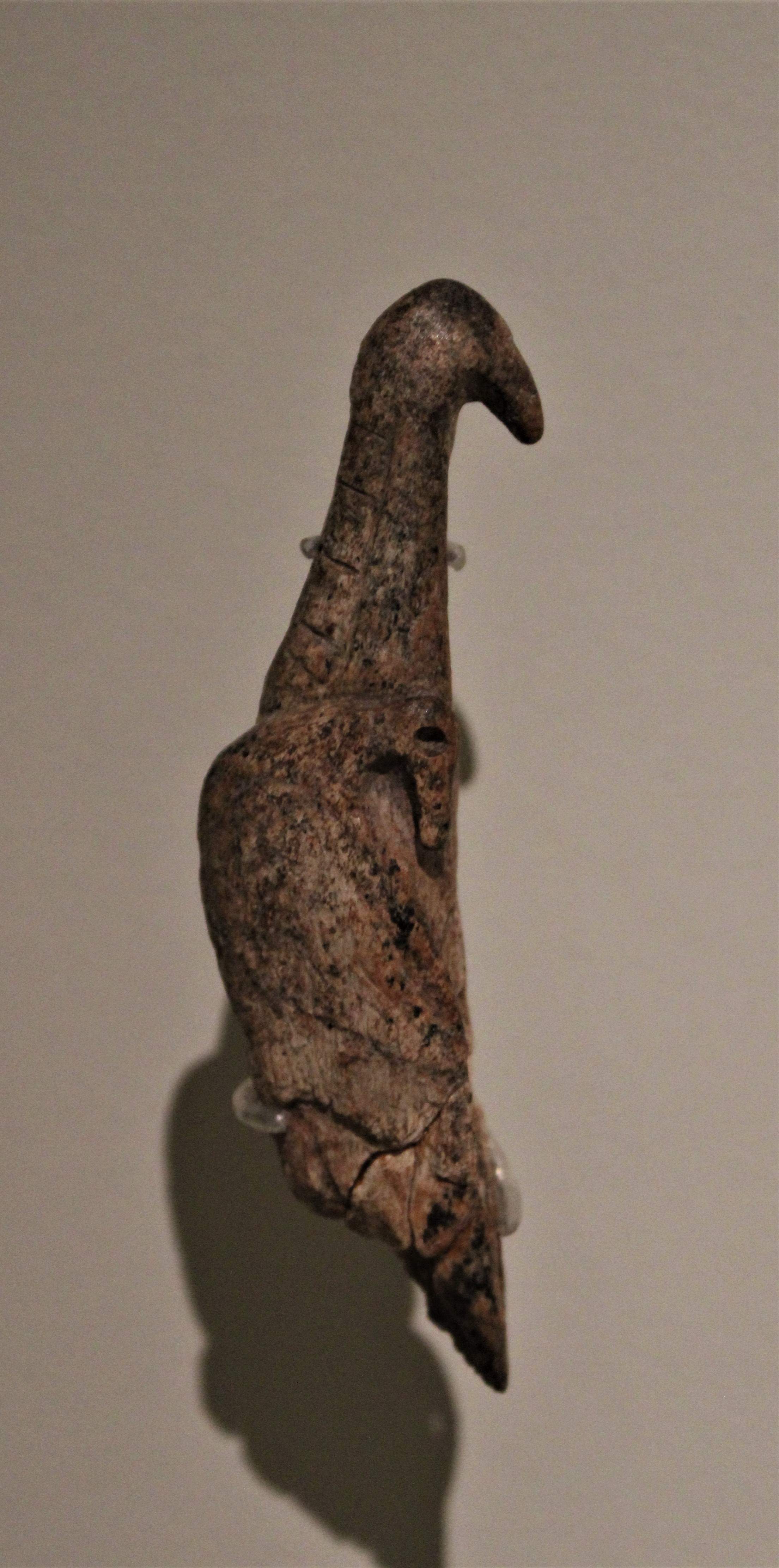
Propulseur à l'oiseau, bois de renne. Musée de l'Homme.

La grotte d'Enlène a livré un bâton percé sculpté de têtes de bisons dans un bois de renne, pratiquement identique à un autre bâton percé trouvé dans la grotte d'Isturitz au Pays Basque français ; les deux sont vraisemblablement du même artiste. Cette paire d'objets s'ajoute à la longue liste de paires ou groupes d'objets identiques retrouvés dans des locations différentes (par exemple un modèle de propulseur sculpté d'un faon et d'oiseaux, retrouvé en plusieurs endroits), qui démontrent de fréquents échanges longue distance au Magdalénien.
Percuteur
Un fragment de percuteur a été trouvé dans les rejets des fouilles anciennes, provenant probablement de la salle du Fond. Les percuteurs magdaléniens sont très rares, avec seulement deux de date certaine en Allemagne et deux autres de date incertaine (l'un en Allemagne, l'autre à la grotte du Placard).
Travail du métal
Un lingot de bronze a été trouvé dans la grotte.
Autres
En 1911 Henri Bégouën trouve un petit tas de noyaux percés, mélangés à des grains de blé, sous une stalagmite.
Le « bâton au saumon », un bâton percé, est daté à 13 000 ans AP par la couche environnante.

## Protection
Dès leur découverte les grottes du Volp ont été fermées au public - une situation tout à fait exceptionnelle pour l'époque. Depuis, les visites ont été rares (moins de 20 personnes par an, en trois ou quatre groupes par an),.
En 2009, le parc naturel régional des Pyrénées ariégeoises est créé, dont fait partie le territoire de Montesquieu-Avantès. Les abords des grottes bénéficient donc de la protection (limitée) imposée par les règles du parc.
Le « bassin hydrogéologique du massif karstique du Volp et les paysages remarquables qui lui sont liés » est classé parmi les monuments naturels et sites du département de l'Ariège par décret du 21 juin 2013 sur proposition de Delphine Batho, ministre de l'Écologie, du Développement durable et de l'Énergie, et publié au Journal Officiel du 23 juin 2013, sous le nom de « bassin hydro-géologique du Volp à Montesquieu-Avantes en Ariège ». Ce site naturel couvre 1 928 ha.